# Джахед, Шахла
Хадидже Шахла Джахед (10 мая 1969 года — 1 декабря 2010 года) — иранская медсестра, которая была приговорена к смертной казни за убийство жены своего любовника, известного футболиста Нассера Мохаммадхани. Она была повешена 1 декабря 2010 года, став 146-м человеком, казненным в Иране за 2010 год.

## Обстоятельства дела
9 октября 2002 года жена Мохаммадхани, Лалех Сахархизан была найдена убитой в своей квартире. Шахла Джахед, его любовница, заключившая с ним временный брак, была признана виновной в убийстве Лалех. Во время убийства Мохаммадхани находился в Германии. Позже выяснилось, что он был «временно женат» на Джахед — практика, разрешённая шиитским исламом и, следовательно, иранским законодательством. Смертный приговор вызвал негативную реакцию в мировом сообществе. В 2008 году тогдашний глава судебной системы Ирана Махмуд Хашеми-Шахруди приказал провести новое расследование и не санкционировал её казнь, постановив, что её первоначальный приговор, основанный на признании под принуждением, неприемлем. Сама Джахед утверждала что невиновна, и что её пытали. Однако 1 декабря 2010 года Джахед была повешена после завершения процедуры обжалования.
Нассеру Мохаммадхани предъявили обвинение в супружеской неверности. Позже оно было отозвано, и он был приговорён к 74 ударам плетью за приём наркотиков — суд выявил, что он курил опиум с Джахед.